# نایجل دی یانگ
نایجل دی یانگ (هلندی: Nigel de Jong؛ زادهٔ ۳۰ نوامبر ۱۹۸۴) بازیکن فوتبال اهل هلند است.

## باشگاهی
از باشگاه‌هایی که در آن بازی کرده است می‌توان به آژاکس، هامبورگ، منچستر سیتی، میلان، ال‌ای گلکسی، گالاتاسرای و ماینتس ۰۵ اشاره کرد.

## تیم ملی
وی همچنین بین سال‌های ۲۰۰۴ تا ۲۰۱۵ توانست ۵۴ بازی ملی برای تیم ملی فوتبال هلند انجام دهد.